# Liga de Bonaire
La Liga de Bonaire es la principal liga de Fútbol de Bonaire.
Debido a las condiciones del territorio, los partidos se juegan en solo dos recintos: el Estadio Antonio Trenidat de Rincón, con capacidad para 1.500 espectadores y en el Stadion Municipal de la capital Kralendijk, con capacidad para 3.000 espectadores.

## Formato
El torneo se juega con un sistema de todos contra todos a 2 vueltas, y quien acumule más puntos será el campeón.
El equipo campeón obtiene la clasificación a la CONCACAF Caribbean Club Shield.

## Equipos
| Equipo             | Ciudad       |
| ------------------ | ------------ |
| Arriba Peru        | Kralendijk   |
| Atlétiko Flamingo  | Nikiboko     |
| Atlétiko Tera Corá | Tera Corá    |
| Real Rincon        | Rincón       |
| SV Estrellas       | North Saliña |
| SV Juventus        | Antriol      |
| SV Uruguay         | Antriol      |
| SV Vespo           | Rincón       |
| SV Vitesse         | Antriol      |
| SV Young Boys      | Kralendijk   |

## Palmarés
| Temporada | Campeón                                      | Resultado                                    | Subcampeón                                   |
| --------- | -------------------------------------------- | -------------------------------------------- | -------------------------------------------- |
| 1960-61   | SV Deportivo                                 |                                              |                                              |
| 1961-62   | SV Estrellas                                 |                                              |                                              |
| 1962-63   | SV Estrellas                                 |                                              |                                              |
| 1963-64   | SV Estrellas                                 |                                              |                                              |
| 1964-65   | No disputado                                 | No disputado                                 | No disputado                                 |
| 1965-66   | SV Estrellas                                 |                                              |                                              |
| 1966-67   | No disputado                                 | No disputado                                 | No disputado                                 |
| 1967-68   | SV Vitesse                                   |                                              | SV Estrellas                                 |
| 1968-69   | SV Vitesse                                   | Liga                                         | SV Real Rincon                               |
| 1969-70   | SV Vitesse                                   |                                              | SV Estrellas                                 |
| 1970-71   | SV Vitesse                                   |                                              |                                              |
| 1971-72   | SV Real Rincon                               |                                              | SV Estrellas                                 |
| 1973      | SV Real Rincon                               | Liga                                         | SV Vitesse                                   |
| 1973-74   | No disputado                                 | No disputado                                 | No disputado                                 |
| 1974-75   | SV Estrellas                                 | Liga                                         | SV Real Rincon                               |
| 1976      | SV Juventus                                  | 3:2, 2:1                                     | SV Real Rincon                               |
| 1977      | SV Juventus                                  |                                              | SV Real Rincon                               |
| 1978      | SV Estrellas                                 |                                              | SV Real Rincon                               |
| 1979      | SV Real Rincon                               |                                              | SV Juventus                                  |
| 1980-81   | SV Vitesse                                   |                                              | SV Real Rincon                               |
| 1982      | No disputado                                 | No disputado                                 | No disputado                                 |
| 1983      | SV Uruguay                                   | 2:0, 3:0                                     | SV Estrellas                                 |
| 1984      | SV Juventus                                  |                                              | SV Real Rincon                               |
| 1984-85   | SV Juventus                                  |                                              | SV Vitesse                                   |
| 1986      | SV Real Rincon                               |                                              | SV Vitesse                                   |
| 1987      | SV Juventus                                  |                                              | SV Estrellas                                 |
| 1988      | SV Estrellas                                 |                                              | SV Juventus                                  |
| 1989      | SV Juventus                                  |                                              | SV Estrellas                                 |
| 1990-91   | SV Vitesse                                   |                                              | SV Real Rincon                               |
| 1992      | SV Juventus                                  |                                              | SV Vespo                                     |
| 1993      | SV Vitesse                                   |                                              | SV Vespo                                     |
| 1994      | SV Juventus                                  |                                              | SV Vitesse                                   |
| 1995      | SV Vespo                                     |                                              | SV Juventus                                  |
| 1996      | SV Real Rincon                               | 0:0, 1:0                                     | SV Vespo                                     |
| 1997      | SV Real Rincon                               | 1:0                                          | SV Estrellas                                 |
| 1998-99   | SV Estrellas                                 |                                              |                                              |
| 1999-00   | SV Estrellas                                 |                                              | SV Uruguay                                   |
| 2000-01   | SV Estrellas                                 | 2:0                                          | SV Real Rincon                               |
| 2001-02   | SV Estrellas                                 | 1:0                                          | SV Real Rincon                               |
| 2002-03   | SV Real Rincon                               | 3:0                                          | SV Juventus                                  |
| 2003-04   | SV Real Rincon                               | 0:0, 1:0                                     | SV Estrellas                                 |
| 2004-05   | SV Juventus                                  | 0:0, 0:0, 1:0                                | SV Estrellas                                 |
| 2005-06   | SV Real Rincon                               | 1:0                                          | SV Juventus                                  |
| 2006-07   | SV Vespo                                     | 1:0                                          | SV Real Rincon                               |
| 2007-08   | SV Juventus                                  | 2:1                                          | SV Real Rincon                               |
| 2009      | SV Juventus                                  | 2:1, 2:1                                     | SV Real Rincon                               |
| 2010      | SV Juventus                                  | 3:2, 1:1                                     | SV Real Rincon                               |
| 2011      | No disputado                                 | No disputado                                 | No disputado                                 |
| 2012      | SV Juventus                                  | 2:0                                          | SV Estrellas                                 |
| 2013      | SV Juventus                                  | 3:2                                          | SV Real Rincon                               |
| 2014      | SV Real Rincon                               | 1:1, 2:0                                     | SV Estrellas                                 |
| 2015-16   | SV Atlétiko Flamingo                         | 4:3                                          | SV Real Rincon                               |
| 2016-17   | SV Real Rincon                               | 2:0                                          | SV Juventus                                  |
| 2017-18   | SV Real Rincon                               | 1:1 (pen. 5:4)                               | SV Juventus                                  |
| 2018-19   | SV Real Rincon                               | Liga                                         | SV Estrellas                                 |
| 2019-20   | Abandonado debido a la pandemia del COVID-19 | Abandonado debido a la pandemia del COVID-19 | Abandonado debido a la pandemia del COVID-19 |
| 2021      | SV Real Rincon                               | 2:1                                          | SV Vespo                                     |
| 2022      | SV Real Rincon                               | 2:1                                          | SV Atlétiko Flamingo                         |

## Títulos por club
| Club                 | Títulos | Subtítulos | Años campeón                                                                                        | Años subcampeón                                                                                                  |
| -------------------- | ------- | ---------- | --------------------------------------------------------------------------------------------------- | --- |
| SV Real Rincon       | 14      | 15         | 1971-72, 1973, 1979, 1986, 1996, 1997,2002-03, 2003-04, 2014, 2016-17, 2017-18, 2018-19, 2021, 2022 | 1968-69, 1974-75, 1976, 1977, 1978, 1980-81, 1984, 1990-91, 2001-02, 2006-07, 2007-08, 2009, 2010, 2012, 2015-16 |
| SV Juventus          | 14      | 5          | 1976, 1977, 1984, 1984-85, 1987, 1989, 1992, 1994, 2004-05, 2007-08, 2009, 2010, 2012, 2013         | 1979, 1988, 1995, 2016-17, 2017-18                                                                               |
| SV Estrellas         | 11      | 12         | 1961-62, 1962-63, 1963-64, 1965-66, 1974-75, 1978, 1988, 1998-99, 1999-00,2000-01, 2001-02          | 1967-68, 1969-70, 1971-72, 1983, 1987, 1989, 1997, 2003-04, 2004-05, 2012, 2014, 2018-19                         |
| SV Vitesse           | 7       | 4          | 1967-68, 1968-69, 1969-70, 1970-71, 1980-81, 1990-91, 1993                                          | 1973, 1984-85, 1986, 1994                                                                                        |
| SV Vespo             | 2       | 4          | 1995, 2006-07                                                                                       | 1992, 1993, 1996, 2021                                                                                           |
| SV Uruguay           | 1       | 1          | 1983                                                                                                | 1999-00 |
| SV Atlétiko Flamingo | 1       | 1          | 2015-16                                                                                             | 2022 |
| SV Deportivo         | 1       | 0          | 1960-61                                                                                             | ---- |

* Solo incluye títulos oficiales.